# Jean-Maurice Dehousse
Jean-Maurice Dehousse (Luik, 11 oktober 1936 – aldaar, 9 februari 2023) was een Belgisch politicus voor de Parti Socialiste.

## Biografie

### Academische loopbaan en cabinetard
Jean-Maurice Dehousse was een zoon van politicus Fernand Dehousse en taalkundige Rita Lejeune. Hij behaalde in 1960 het diploma van doctor in de rechten aan de Universiteit van Luik, in 1961 een speciaal licentiaat aan de Paul H. Nitze School of Advanced International Studies in de Verenigde Staten, een onderdeel van de Johns Hopkins-universiteit. In 1964 verwierf hij eveneens een diploma aan het College voor Federalistische Studies van de Universiteit van Valle di Aosta. Van 1962 tot 1965 werkte hij als aspirant bij het Nationaal Fonds voor Wetenschappelijk Onderzoek.
Al op jonge leeftijd werd Dehousse in navolging van zijn vader een voorstander van het federalisme en een aanhanger van de Waalse Beweging. Tijdens zijn studies trad hij toe tot het Mouvement populaire wallon, opgericht door André Renard, en was hij secretaris van de commissie die het stichtingscongres van deze beweging voorbereidde. Via de MPW kwam hij in de vakbond FGTB en later in de toenmalige PSB, de voorloper van de PS, terecht.
Van 1966 tot 1971 was hij assistent aan het Instituut voor Europese Juridische Studies aan de Universiteit van Luik en was hij tegelijkertijd docent aan het Institut supérieur de traducteurs et interprètes in Brussel. Aan de Universiteit van Luik was hij ook syndicaal afgevaardigde van de FGTB voor het wetenschappelijk personeel. Vanaf december 1969 was hij verbonden aan de POD Wetenschapsbeleid, van waaruit hij gedetacheerd werd naar het kabinet van minister van Communautaire Betrekkingen Freddy Terwagne, waar hij in 1970 adjunct-kabinetschef werd. Na het overlijden van Terwagne begin 1971 werd hij kabinetschef op het kabinet van zijn vader, die Terwagne had opgevolgd als minister.

### Parlementaire loopbaan
Op verzoek van PSB-boegbeeld André Cools stelde Jean-Maurice Dehousse zich bij de verkiezingen van 1971 kandidaat voor de Kamer van volksvertegenwoordigers in het arrondissement Luik. Hij werd verkozen en zetelde er tot in 1981. In die hoedanigheid maakte hij automatisch deel uit van de Franse Cultuurraad (1971-1980), de voorlopige Waalse Gewestraad (1974-1977) en de Waalse Gewestraad en de Raad van de Franse Gemeenschap (1980-1995). Hij kwam in het parlement met als doel bij te dragen aan de federalisering van België en daarmee de Waalse autonomie uit te breiden. Nadat in 1974 ministers François Perin en Robert Vandekerckhove een wetsontwerp indienden voor voorlopige gewestvorming, probeerde Dehousse de positie van de PSB te versterken door de banden met de Waalsgezinde partij Rassemblement Wallon aan te sterken. In 1976 steunde hij ook het plan van de PSB-BSP enerzijds en de FGTB-ABVV anderzijds om tot een definitieve gewestvorming te komen. Toen de PSB in 1977 terug in de regering kwam, probeerde hij dit doel te bereiken. In 1976 werd hij ook verkozen tot gemeenteraadslid van Luik.

### Ministeriële loopbaan
Van juni 1977 tot april 1979 was Dehousse minister van Franse Cultuur in de regering-Tindemans IV (1977-1978) en regering-Vanden Boeynants II (1978-1979). In die functie was hij verantwoordelijk voor de oprichting van het ministerieel comité voor Waalse Zaken onder leiding van Guy Mathot. Hij nam ook deel aan de lange en intensieve onderhandelingen over het uiteindelijk afgesprongen Egmontpact, regionaliseerde in samenwerking met staatssecretaris voor Franse Cultuur François Persoons de culturele budgetten voor Walen en Franstalige Brusselaars en hervormde de Franstalige openbare omroep RTB, die voortaan RTBF zou heten. In april 1979 werd Dehousse in de regering-Martens I minister van Waalse Zaken, bevoegd voor Energie, Openbaar Ambt, Begroting en de Voogdij over de Gemeenten voor het Waalse Gewest, en daarmee feitelijk de eerste minister-president van Wallonië. Hij bleef dat tot in september 1981. In die functie kon hij in augustus 1980 een definitieve gewestvorming bereiken. In Vlaanderen kwam een Vlaamse Raad en in Wallonië een Waalse Gewestraad en een Raad van de Franse Gemeenschap, al werden die nog niet rechtstreeks verkozen.
Bij de verkiezingen van november 1981 stapte Dehousse over van de Kamer naar de Senaat, waar hij rechtstreeks verkozen werd en bleef zetelen tot in 1991. In december 1981 werd hij in de eerste Waalse Regering minister van Streekeconomie en Werk, waarna hij in oktober 1982 minister-president van de Waalse Regering werd (regering-Dehousse II). Dat bleef hij tot de verkiezingen van oktober 1985. Tijdens zijn minister-presidentschap werd in 1983 Namen gekozen als hoofdstad van het Waals Gewest. Hij verzette zich ook tegen een mogelijke fusie van het Waals Gewest en de Franse Gemeenschap, die tot op heden nog niet gerealiseerd is.

### Rivaliteit met Cools en tweede ministerambt
Na de verkiezingen van 1985 mengde Dehousse zich vanuit de oppositie actief in de Voerkwestie en ijverde hij voor een verdere regionalisering van België, een eis die later overgenomen werd door de Luikse federatie van de PS. Dat zorgde voor verdeeldheid in de Luikse PS, en er ontstonden twee clans: die van Dehousse en die van André Cools. Waarschijnlijk zorgde dit ervoor dat hij na de verkiezingsoverwinning van de PS in 1987 geen ministersfunctie kreeg aangeboden. In januari 1991 slaagde hij er ook niet in om burgemeester van Luik te worden. Dehousse werd door Cools steeds meer op een zijspoor gezet, maar kon zich na het overlijden van Cools in juli 1991 opnieuw op het voorplan werken. Er bleef rivaliteit bestaan binnen de Luikse PS-federatie, maar bij de verkiezingen eind 1991 werd Dehousse met een zeer goed persoonlijk resultaat opnieuw verkozen in de Kamer. Vervolgens was hij van maart 1992 tot december 1994 minister van Wetenschappelijk Beleid in de federale regering-Dehaene I, waar hij de regionalistische lijn van zijn partij moest bewaken. Tijdens zijn ministerschap werd België in 1993 een federale staat. 

### Burgemeester van Luik en Europees Parlementslid
Dehousse was vanaf 1991 eveneens beheerder van het Waalsgezinde onderzoeksinstituut Institut Destrée en een actief lid van de beweging Wallonie Région d'Europe. Na de gemeenteraadsverkiezingen van oktober 1994 werd Dehousse burgemeester van Luik, waarna hij in december 1994 opstapte als minister. Bij de verkiezingen van mei 1995 werd hij voor het arrondissement Luik verkozen in het eerste rechtstreeks verkozen Waals Parlement en het Parlement van de Franse Gemeenschap. Na enkele weken nam hij echter ontslag als parlementslid om zich terug te plooien op het burgemeesterschap.
In september 1999 nam Dehousse ontslag als burgemeester om de tot Europees commissaris benoemde Philippe Busquin in het Europees Parlement op te volgen. Hij zetelde tot aan de verkiezingen van 2004. In oktober 1999 was hij tevens kandidaat voor het partijvoorzitterschap van de PS, waarbij hij opkwam met een resoluut links programma, maar de duimen moest leggen voor Elio Di Rupo.
Als Europarlementslid was hij betrokken bij het redigeren van de voorbereidende teksten voor de Europese grondwet en de consolidatie van de Europese instellingen. Toen de Europese grondwet ter ratificatie werd voorgelegd aan het Europees Parlement, verzette hij zich evenwel vurig tegen de aanneming ervan, omdat hij de bepalingen rond het sociaal beleid ontoereikend vond. In 2004 stelde Dehousse zich geen kandidaat meer voor een nieuwe termijn. Hij zetelde daarna nog tot in 2006 in de gemeenteraad van Luik en verliet toen de actieve politiek.

### Na de politiek
Als gemeenteraadslid en burgemeester van Luik bekleedde Dehousse heel wat bestuursmandaten in intercommunales. Hij was eveneens vicevoorzitter van Ethias en de Opéra royal de Wallonie en bestuurder van het Koninklijk Instituut voor Internationale Betrekkingen en het Centre international de formation européenne.
Hij overleed op 9 februari 2023 op 86-jarige leeftijd.